# Gastre (banda)
Gastre es una banda argentina de Heavy Metal proveniente de Temperley, Buenos Aires. Es considerada una de las bandas precursoras del género Death Metal en Argentina.

## Historia

### Inicios
Gastre es tenida en cuenta como una de las bandas pioneras del metal extremo de Argentina y Latinoamérica, y al día de hoy es vista como una banda de culto por los fanes del estilo.

El grupo se formó en 1987 y surge en sus inicios incursionando en subgéneros tales como el Thrash Metal y el Crossover, con especial énfasis tanto en la celeridad del Tempo como en la sonoridad, cruda e intensa.

El nombre de la agrupación fue tomado en relación con el basurero nuclear que se estaba construyendo en la comuna patagónica de Gastre, allá por los 80's.

Así mismo, el uso de la palabra Gastre, tiene una relación intrínseca tanto en su origen etimológico como en el concepto metafórico de su significado —"relámpago"— que hace referencia a una alegoría comúnmente utilizada en el género del Heavy. La palabra proviene de la voz nativa kashtrük, y simboliza "que allí salen caminos a muchas direcciones, simulando la forma de un relámpago por la cantidad de caminos".

En sus comienzos, la propuesta del Thrash Metal de la banda estaba muy influenciada por agrupaciones alemanas, pero al tiempo giran al Death/Grindcore de otros grupos tales como Napalm Death, Carcass, e incluso al sonido de los inicios del Death Metal, una propuesta poco usual en los 80's.

Creada a principios de 1987 por Gabriel Moras, Gustavo Wislinski y Emiliano Gómez, publican 3 producciones independientes en tres años consecutivos. Se presentan por toda la Argentina, con la participación de Alberto Callejas en bajo. Este último es reemplazado en 1991 por Daniel Rodríguez al momento en que la banda toma una nueva faceta mística en sus letras, con un sonido más denso y técnico.

A fines de 1993, a pesar de gozar de un público fiel que apoya a la banda en abarrotados shows y sumado a ello el interés de un importante Sello del Heavy que ofrece fichar a la banda, sucede que algunos de los integrantes ya estaban en un periodo de experimentación extrema de sustancias psicoactivas y en la práctica del ocultismo filosófico.

Tal es así que Gabriel Moras abandona la banda para sumergirse en el estudio de la parapsicología, mientras que los otros dos integrantes emigran de la Argentina, hasta el nuevo milenio y marcando así el fin del grupo.

### Reunión
Hacia fines del 2015 la banda comienza a planear el regreso a los escenarios con Daniel Rodríguez, Kaiser Wislinski, Alberto Callejas y Emiliano Gómez.

En octubre del 2016 editan un Ep como adelanto de un nuevo disco a ser editado en 2017.

El sonido actual esta claramente enfocado al Groove Metal moderno con toques de Grindcore y Metal Alternativo, cargado de pasajes con guitarras sintetizadas y sitar. Así mismo, las líricas relatan la problemática social.

## Miembros

### Última formación conocida
- Marcos Molina - Voz
- Gustavo Kaiser - Guitarra
- Emiliano Gómez - Batería
- Alberto "Beto" Callejas - Bajo

### Miembros anteriores
Daniel Rodríguez
- Gabriel Moras
- Gustavo Calabria
- Daniel Rodríguez

## Discografía

### EP
- 1989 - Liberación (DEMO)
- 1990 - Profecía del Despertar (DEMO)
- 1991 - 3
- 2016 - EP 2016